# From Despair to Where
From Despair to Where is de eerste single van het muziekalbum Gold Against the Soul van de Welshe alternatieve rockband Manic Street Preachers uit 1993.

## Tracks

### CD
1. "From Despair to Where"
2. "Hibernation"
3. "Spectators of Suicide" (Heavenly versie)
4. "Starlover" (Heavenly versie)

### 12"
1. "From Despair to Where"
2. "Hibernation"
3. "Spectators of Suicide" (Heavenly versie)

### MC
1. "From Despair to Where"
2. "Hibernation"